# Kostel svatého Ondřeje (Gilowice)
Kostel svatého Ondřeje apoštola je historický dřevěný kostel v obci Gilowice v okrese Żywiec ve Slezském vojvodství v Polsku. Byl přemístěn z obce Rychwałd. Kostel náleží pod římskokatolickou farnost svatého Ondřeje apoštola v Gilowicích děkanátu Żywiec diecéze bílsko-żywiecké, je zapsána ve vojvodském seznamu památek pod registračním číslem 1/36/60 z 30. prosince 1960 a také A-484/87 z 23. února 1987 a je součástí Stezky dřevěné architektury ve Slezském vojvodství.

## Historie
V obci Gilowice byl v roce 1635 postaven dřevěný kostel. 
V Rychwałdě byl v roce 1545 postaven za podpory Krzysztofa Komorowského (dědice rychwałdských panství) dřevěný kostel, který byl konsekrován v roce 1547. Kolem roku 1641 żywiecký tesař Jerzy Wiśnicki kostel přestavěl (zvětšil) a postavil ke kostelu věž. Po výstavbě nového zděného kostela byl dřevěný kostel v roce 1757 přenesen do sousedních Gilowic a zasvěcen svatému Ondřeji apoštolovi. Zároveň starý Gilowický kostel byl rozebrán a z jeho materiálu byla postavena v roce 1757 hřbitovní kaple Nejsvětějšího Srdce Ježíšova v Rychwałdě.
V roce 1895 byly ploché stropy přestavěny na klenuté (valené) Janem a Wojciechem Szwedovými z Pewli Małé. V letech 1933–1934 byl kostel přestavěn, byla prodloužena loď a vrácené do původního stavu soboty, které byly přestavěny v letech 1901 a 1912. V roce 1925 vznikla římskokatolická farnost svatého Ondřeje apoštola v Gilowicích.

## Popis

### Exteriér
Kostel je orientovaná jednolodní dřevěná roubená stavba na půdorysu kříže. Loď má obdélníkový půdorys (původní délka byla 9,7 m, po prodloužení 14,7 m, široká 8,85 m). Na východní straně je užší kněžiště (šířka 6,6 m) s polygonálním závěrem s obdélníkovou kaplí na jižní straně a sakristií na severní straně. K západní straně lodi je přistavěna předsíň. K západnímu průčelí je přistavěna na čtvercovém půdorysu štíhlá věž štenýřové konstrukce se zužujícími se stěnami ukončená přesahujícím zvonovým patrem s jehlanovou prolomenou střechou. Střecha lodi a kněžiště je sedlová krytá šindelem. Nad kněžištěm je šestiboký sanktusník s lucernou a jehlanovou střechou. Ve věži jsou umístěny historické zvony Andrzej (Ondřej) z roku 1535 ulitý v Krakově a Jan z roku 1584. Stěny kostela jsou deštěné a obtočené otevřenými sobotami.

### Interiér
Vnitřní vybavení je barokní a klasicistní. Stropy mají valenou klenbu, nová přistavěná část lodi má strop plochý, vnitřní stěny mají táflování. Na sponovém trámu ve vítězném oblouku je sousoší Ukřižování s krucifixem. Kruchta je nesena osmi sloupy a má varhany z roku 1921 od varhanáře Dominika Biernackého. Zbytky polychromie z roku 1635 se nachází nad stropem v půdních prostorech. Hlavní pozdně barokní dřevěný oltář je z roku 1708 a je v něm umístěn obraz svaté Anny Samotřetí z roku 1706. Čtyři boční oltáře pochází z 18. století. Barokní ambon je z první poloviny 17. století. 

### Dendrochronologický průzkum
V roce 2011 byl proveden dendrochronologický průzkum kostela. Výsledky průzkumu dokládají, že stěny kněžiště, sakristie a lodi jsou postaveny z jedlových trámů, které byly káceny v roce 1543 a 1544. to znamená že stavba kostela mohla začít nejdříve v roce 1544. Trámy střešní konstrukce nad kněžištěm a lodí byly zčásti použity ze starší stavby. Kmeny byly káceny na přelomu let 1481–1482 a na jaře 1843, nové trámy jsou z období 1545 a 1546, čili stavba mohla být dokončená v roce 1546.
Vzorky odebrané z věže dokládají, že jde pravděpodobně o původní věž od starého kostela v Gilowici. Stromy byly káceny v období 1543/1544, 15444/1545 a 1545/1546.
Při rekonstrukci v letech 1933–1934 byly použité jedlové trámy z mýcení v období 1932/1933.
Průzkum provedený na hřbitovní kapli Nejsvětějšího srdce Páně v Rychwałdě posouvá stavbu starého Gilowického kostela do let 1508 až 1509.

### Okolí
Kostel je obklopen starým hřbitovem a je obehnán plotem z dřevěných trámů a se zděnými sloupky a dvěma vstupními dřevěnými branami. Plot je krytý šindelovou střechou. Dendrochronologická datace určila stáří jedlových kmenů plotu na rok 1874 a 1875. U kostela stojí kamenná křtitelnice z roku 1440 s erbem rodu Komorovských. V areálu se nachází pomník obětem první světové války z Gilowic a vzrostlé sedmisetleté duby, které jsou pamětními stromy.